# Rafik Zekhnini
Rafik Zekhnini (* 12. Januar 1998 in Skien) ist ein norwegischer Fußballspieler.

## Karriere
Zekhnini wechselte im Januar 2015 vom Nachwuchs in die Profimannschaft von Odds BK. Sein Debüt in der Tippeliga, der höchsten Spielklasse in Norwegen, bestritt er am 12. Juli 2015. Bei der 0:3-Niederlage gegen Rosenborg BK wurde er in der 54. Minute eingewechselt. Beim Play-off-Spiel in der UEFA Europa League gegen Borussia Dortmund am 20. August 2015 (3:4) bereitete er den Treffer zum 1:0 von Jone Samuelsen in der ersten Spielminute vor.
Am 17. Juli 2017 wechselte Zekhnini nach Italien in die Serie A. Bei der AC Florenz unterschrieb er einen bis zum 30. Juni 2022 laufenden Vertrag. Im April 2018 wurde Zekhnini für zwei Monate nach Norwegen zu Rosenborg BK verliehen, um dort Spielpraxis zu sammeln. Danach folgte ab 29. August 2018 für zwei Jahre bis Saisonende 2020 eine Leihe zum FC Twente Enschede. Anschließend folgte eine weitere Leihe zu FC Lausanne-Sport für die Saison 2020/21.
Am 16. August 2021 kehrte er nach Norwegen zurück und schloss sich Molde FK in der Eliteserie an. Im August 2023 folgte ein weiterer Wechsel zum Ligarivalen Sarpsborg 08 FF und seit April 2025 steht er wieder bei seinem ehemaligen Verein Odds BK unter Vertrag.

## Erfolge
- Norwegischer Meister: 2018
- Norwegischer Pokalsieger: 2018, 2021, 2023
- Norwegischer Superpokalsieger: 2018